# Paracles romani
Paracles romani là một loài bướm đêm thuộc phân họ Arctiinae, họ Erebidae.